# 义县
义县是辽宁省锦州市下辖的一个县。位于山海关外，锦州北部，北倚闾山、南望渤海，大凌河横贯东西。该县始设于西汉时期，历称交黎、昌黎、宜州、义州等。面积2477平方公里，縣人民政府駐义州街道南關路A1號。

## 历史沿革
义县有着悠久的历史和灿烂的文化，其历史建制可上溯到战国时代的燕国辽西郡，西汉时设交黎县，东汉以后改称昌黎县。曾是三国和西晋昌黎郡的郡治。隋初隶属营州，境内置燕郡（治所在义县城），后置辽西郡，郡治辽西县（张家堡乡王民屯附近）。唐武德年间在隋燕郡旧址建燕郡守捉城，初属河北道营州，后属安东都护府。贞元二年（786年）升燕郡守捉城为军城，称镇安军。五代初为燕国辖地，後入契丹。
辽代，属中京道宜州，为其治所。义县为辽承天太后萧绰的出生地，也是其家族封地，又是皇帝册封的皇族头下军州的风水宝地，更是辽帝朝拜五大镇山之一的北镇闾山（辽祖陵）的必经之地，在当时具有极重要的战略意义和政治意义。因此，圣宗皇帝才会选址于白狼水（今大凌河）、闾山西麓的宜州城外风水要穴，建造规模宏大的奉国寺。
金天德三年（公元1151年），改宜州为义州，属北京道。明初改州治为卫城，属辽东都指挥使司。清代废卫城，恢复旧名义州，属奉天省。民国建立後，义州于1913年改为义县，1928年改奉天省为辽宁省。沿用至今。

## 行政区划
义县下辖2个街道办事处、13个镇、1个乡、2个民族乡：
义州街道、城关街道、刘龙台镇、七里河镇、大榆树堡镇、稍户营子镇、九道岭镇、高台子镇、瓦子峪镇、头台镇、前杨镇、张家堡镇、头道河镇、留龙沟镇、聚粮屯镇、地藏寺满族乡、大定堡满族乡和白庙子乡。

## 人口
根據第七次人口普查數據，截至2020年11月1日零時，義縣常住人口為305996人。

## 交通
- 230国道过境。